# Roonkarker Mart

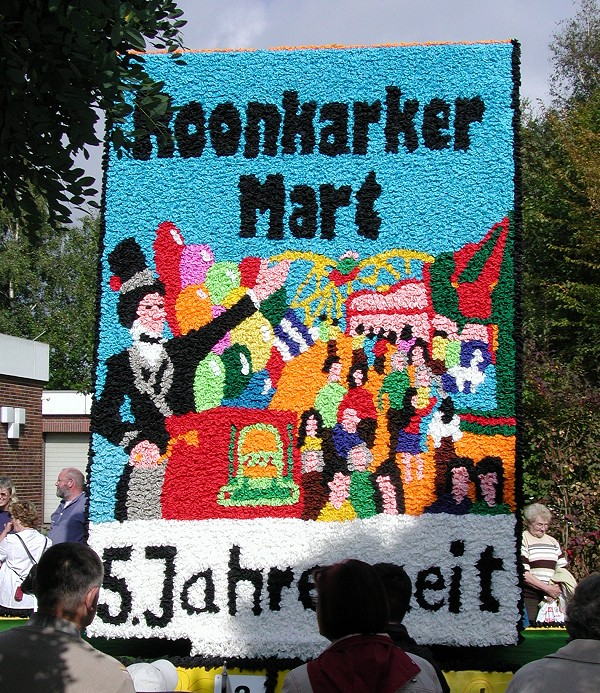
Papierblumenwagen während des Marktumzugs

Der Roonkarker Mart (plattdeutsch für Rodenkirchener Markt) ist ein Jahrmarkt in der Ortschaft Rodenkirchen (Gemeinde Stadland, Niedersachsen).
Er ist der größte und älteste Jahrmarkt im Landkreis Wesermarsch und über die Kreisgrenzen hinaus bekannt. Der Markt wird jährlich von etwa 200 Schaustellern und Anbietern beschickt, darunter in der Regel 13 Großfahrgeschäfte.

## Geschichte
Der Ursprung des Roonkarker Marts ist nicht genau bekannt. Man nimmt an, dass ein Kirchweihfest der Ursprung für diesen Markt war. Auf einem solchen Fest soll es einen Kram- und Viehmarkt gegeben haben, der bis zum 18. Jahrhundert noch direkt an der Rodenkirchener Kirche stattfand, bevor dieser auf den Marktplatz zog, auf dem er heute noch stattfindet.
Im Jahre 1933 wurde der 800. Roonkarker Mart gefeiert – allerdings gibt es keine konkreten Beweise, ob dieses auch tatsächlich den Tatsachen entspricht. Vielmehr wurde scheinbar die Kirchengründung von 1131 (ebenfalls nicht belegt) zugrunde gelegt. Ausfälle während des Ersten Weltkrieges und des Zweiten Weltkrieges blieben außen vor. Danach war von 1946 bis 2019 jährlich Markt und pausierte während der Corona-Pandemie 2020 und 2021. Bis heute hat man an dieser Zählweise festgehalten, sodass im Jahr 2022 offiziell der 887. Roonkarker Mart gefeiert wird. Im Jahr 2018 hatte der Markt über 200.000 Besucher.

## Terminierung
Der Roonkarker Mart findet jährlich immer Ende September von Samstag bis Dienstag statt. Die genaue Terminierung hängt ab vom Michaelistag (29. September), wobei der Marktmontag immer direkt vor diesem Tag liegt. Fällt der Michaelistag selbst auf einen Montag wird der Markt entsprechend um eine Woche vorverlegt. Als einfachere Faustregel gilt: der Mittwoch nach dem Markt ist immer der letzte Mittwoch im September.
Inoffiziell gilt bereits der Freitagabend (2014 und 2015 der Donnerstagabend), der so genannte „Heilig Abend“, als Bestandteil des Marktes, auch wenn an diesem noch kein eigentlicher Marktbetrieb stattfindet, sondern lediglich in der Markthalle und in umliegenden Gastwirtschaften gefeiert wird.

## Ablauf
In jedem Jahr gibt es während der Markttage folgende Programmpunkte:

### „Heilig Abend“

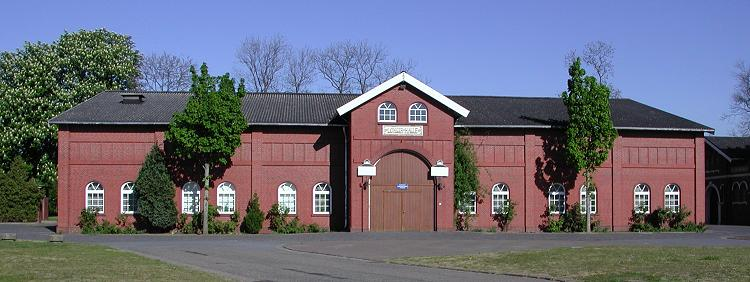
Die „Longir-Halle“ (Markthalle)

Am Freitagabend vor dem Markt findet in der Markthalle von Rodenkirchen das jährliche Treffen der Schausteller statt, an dem neben den Schaustellern auch Vertreter der Gemeinde und geladene Gäste anwesend sind. Am späteren Abend öffnet die Halle dann auch für die Allgemeinheit und bei einer Discoveranstaltung wird der „Markt-Hit“ des jeweiligen Jahres von den Besuchern dieser Veranstaltung gekürt. Im Volksmund wird diese Veranstaltung auch „Heilig Abend“ genannt.

### Marktfreitag (2014 und 2015)
In den Jahren 2014 und 2015 hatten die Buden und Fahrgeschäfte bereits am Freitag ab 15:00 Uhr noch vor der offiziellen Markteröffnung am Samstag geöffnet. Da einige Schausteller andeuteten, dass sie dem Markt fernbleiben würden, wenn dieser weiterhin am Freitag beginnt und zudem die Verlängerung des Markts um einen Tag keine Mehreinnahmen, aber höhere Kosten verursachte, wurde der Marktfreitag zum Jahr 2016 wieder abgeschafft.

### Festumzug

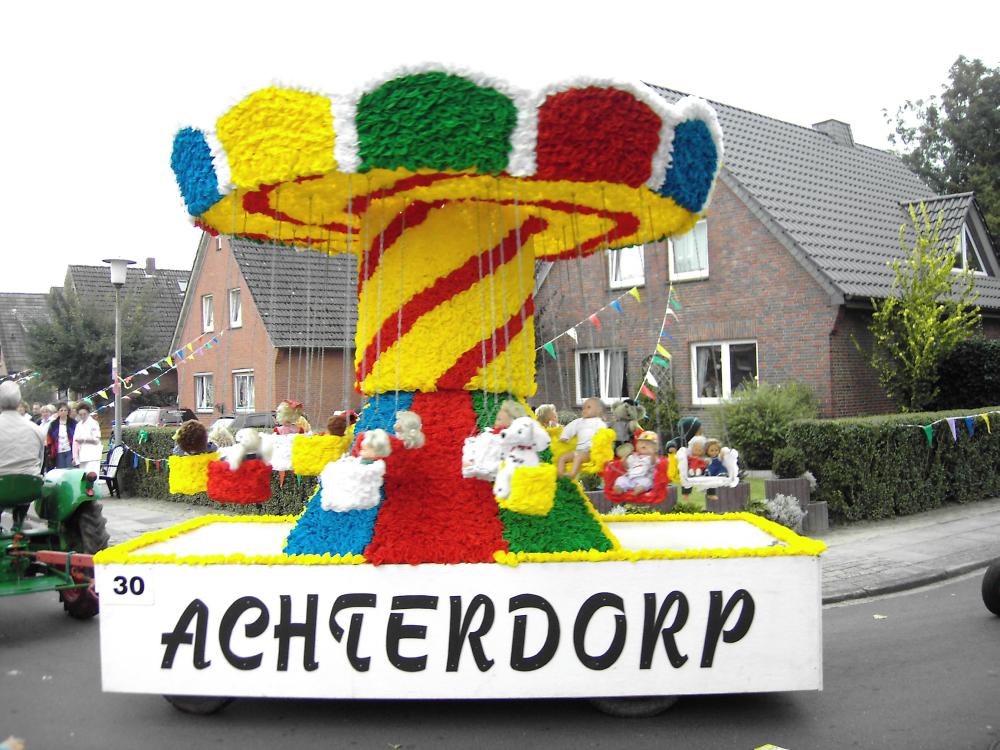
Rosenwagen des Bürgervereins Achterdorp

Am Marktsamstag um 14:15 Uhr findet im Ort ein Festumzug statt, an dem geschmückte Fest- und Erntewagen, Fußgruppen und Musikzüge teilnehmen. Tradition sind hier die aufwändigen Rosenwagen, die von den Vereinen aus dem Ort und der Umgebung in langwieriger Arbeit aus Papierrosen hergestellt wurden. Nicht selten sieht man den einen oder anderen Rosenwagen auf den Festumzügen des Oldenburger Kramermarkts oder des Bremer Freimarkts wieder.
Zum ersten Mal gab es diesen Umzug im Jahre 1958, als dieser durch den damaligen Rodenkircher Gemeindedirektor Heinrich Ficke ins Leben gerufen wurde, um dem Roonkarker Mart einen glanzvollen und publikumswirksamen Auftakt zu geben. Anlass war der Umstand, dass der Roonkarker Mart 1958 zum ersten Mal an einem Samstag begann.
Während zunächst nur Musikzüge und Fußgruppen den Festumzug bildeten, gesellten sich bald die ersten geschmückten Festwagen der ortsansässigen Vereine dazu. Nachdem diese von der Gemeinde auch prämiert wurden, nahm die Attraktivität des Umzugs durch immer größere und aufwändigere Wagen stetig zu.
Traditionell wird der Umzug von drei Reitern des Reit- und Fahrvereins Rodenkirchen sowie den beiden älteren der drei Musikzüge des Ortes angeführt.
Im Jahre 2006 konnte der Festumzug mit mehr als 60 Fest- und Erntewagen, acht Musikzügen und diversen Fußgruppen einen neuen Teilnehmerrekord vorweisen und wies mit mehr als zwei Kilometern eine beachtliche Länge auf.

### Markteröffnung
Obwohl der Marktbetrieb bereits ab 14:00 Uhr läuft, erfolgt die offizielle Markteröffnung durch den Bürgermeister der Gemeinde Stadland erst nach dem Festumzug (etwa gegen 16:00 Uhr) auf dem Bahnhofsvorplatz von Rodenkirchen, der mitten auf dem Marktplatz liegt. Nach einer Ansprache durch den Bürgermeister, drei Böllerschüssen und dem Aufsteigen mehrerer Luftballons ist der Markt offiziell eröffnet.

### Schweinskopfversteigerung
Am Montagvormittag findet auf dem Marktplatz ein Frühschoppen mit der amerikanischen Versteigerung eines Schweinskopfes statt.
Während ursprünglich tatsächlich Schweinsköpfe versteigert wurden, handelt es sich mittlerweile um ein komplett zerlegtes Schwein. Weiterhin wird ein von der Gemeinde und den Schaustellern gestiftetes Fass Freibier vom Bürgermeister angestochen und ausgeschenkt.
Der Erlös aus der Versteigerung ist für den Altennachmittag bestimmt.

### Altennachmittag
Am Montagnachmittag findet in der Markthalle für die Senioren der Gemeinde der sogenannte Altennachmittag statt. Die Kaffeetafel mit Programm (i. d. R. Gesangsdarbietungen) ist für die Stadlander Senioren, ebenso deren Anreise in Bussen, kostenlos. Finanziert wird der Altennachmittag durch den Erlös der Schweinskopfversteigerung sowie über den Schausteller-Verein und die Gemeinde Stadland.
Erstmals fand diese Veranstaltung im Jahre 1969 auf Initiative des damaligen Vorsitzenden des Schaustellervereins Wilhelm Weghorst statt und ist seitdem fester Bestandteil des Marktgeschehens.

### Feuerwerk
Am Dienstagabend klingt der Roonkarker Mart mit einem Höhenfeuerwerk aus. Während des Feuerwerks sind die Schausteller angehalten, die Beschallung ihrer Geschäfte einzustellen.
Im Jahre 2001 fiel das Großfeuerwerk aufgrund der Terroranschläge am 11. September auf das World Trade Center in New York aus, was für Unmut bei vielen Schaustellern und auch Besuchern sorgte. Tatsächlich machte sich dieser Umstand in den deutlich geringeren Besucherzahlen am Dienstagabend bemerkbar.

## Galerie

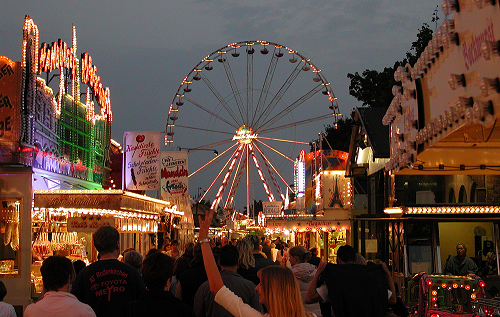
Roonkarker Mart
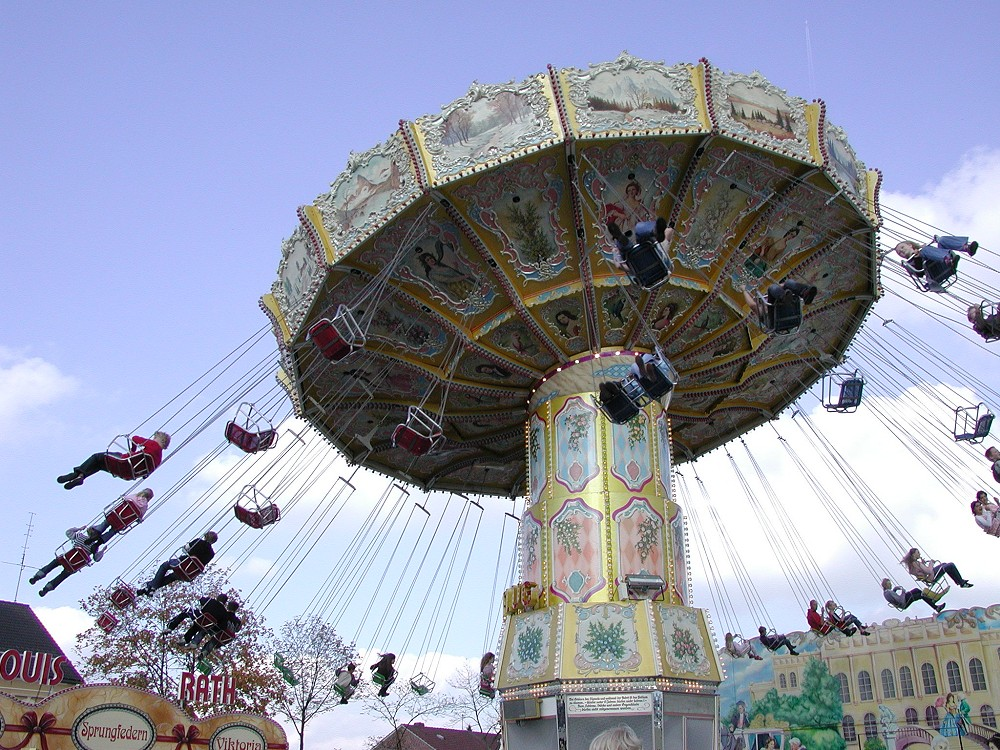
Kettenkarussell
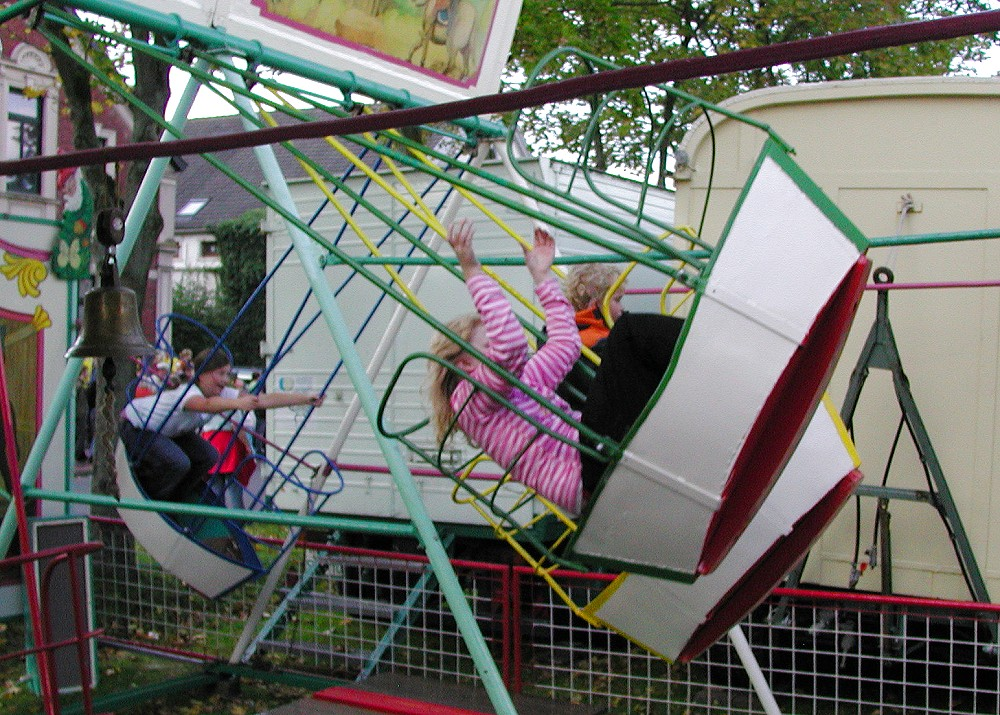
Schiffschaukel
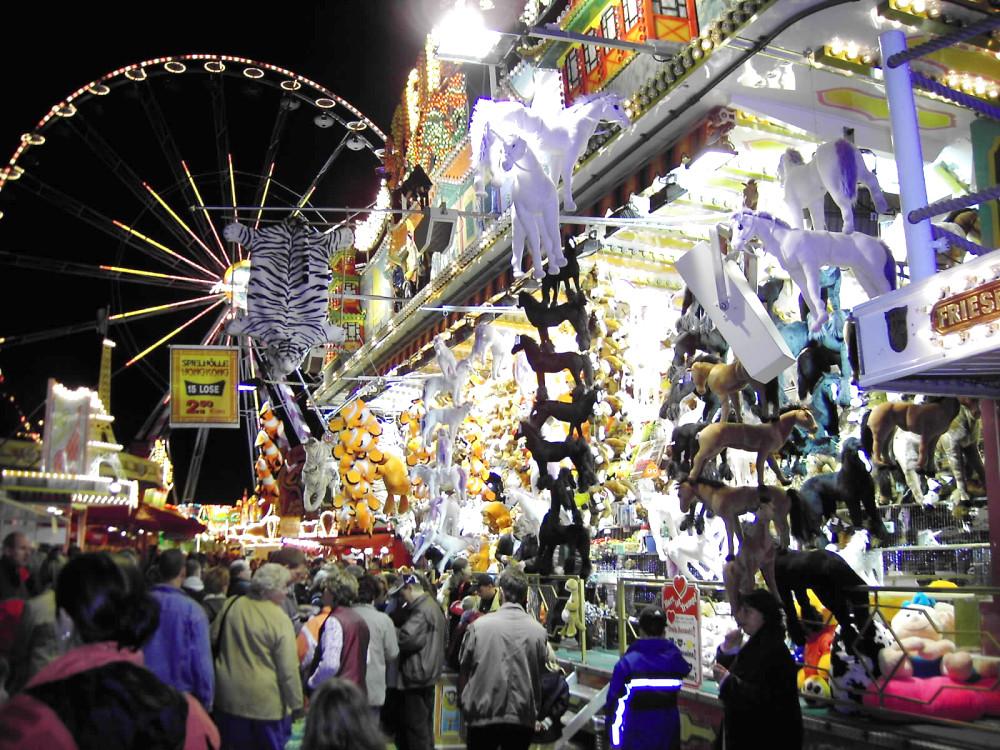
Losbude auf dem Roonkarker Mart mit Blick auf das Riesenrad
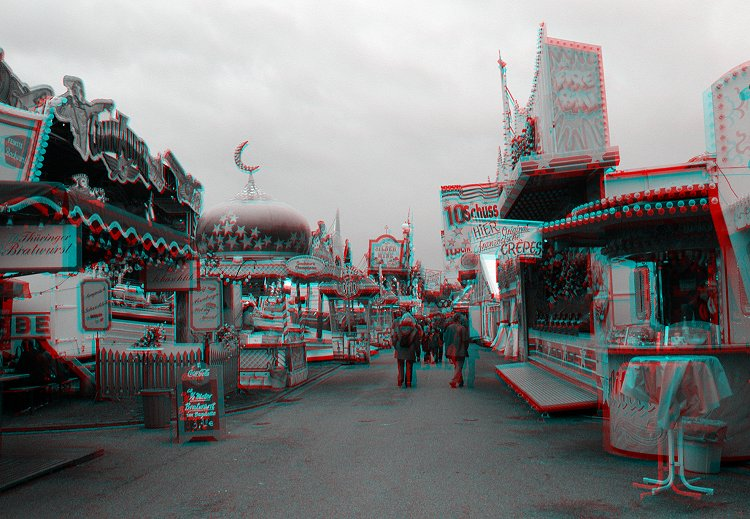
3D-Bild vom Roonkarker Mart (rotes Filter rechts)
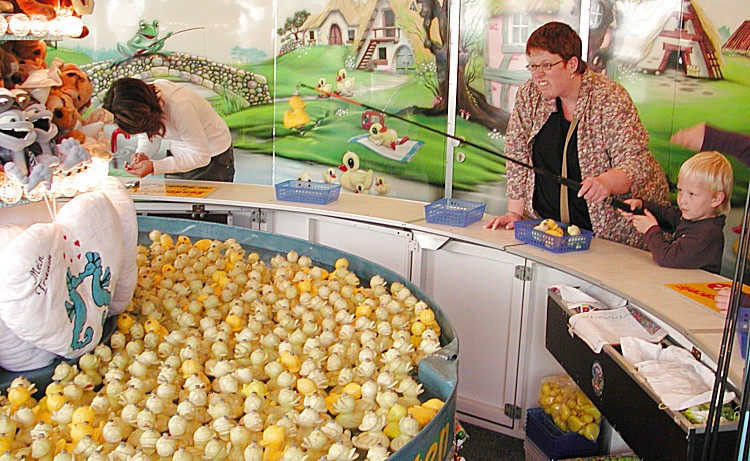
Entenangeln auf dem Roonkarker Mart